# Серёгин, Алексей Петрович
Алексе́й Петро́вич Серёгин (род. 13 января 1983, Владимир) — российский ботаник, специалист по гербарному делу, ведущий научный сотрудник и куратор гербария МГУ. Доктор биологических наук (2014).

## Биография
Алексей Серёгин родился во Владимире в 1983 году, в семье ботаника и краеведа Петра Алексеевича Серёгина. Окончил географический факультет МГУ и аспирантуру биологического факультета МГУ. Работает в Гербарии Московского университета с 2004 года. Закончил Международные курсы гербарного дела в Королевском ботаническом саду Кью (Великобритания), получив уникальную специализацию в этой области.
В 2007 году защитил кандидатскую диссертацию на тему «Род Allium L. (Alliaceae) во флоре Восточной Европы».
Сфера научных интересов: традиционная и молекулярная систематика растений (в частности, диких луков), флористика и география растений, научные основы гербарного дела. В ходе путешествий и экспедиций собирал материал для Гербария МГУ на Канарских и Азорских островах, в Новой Зеландии, в странах Европы и Азии, во многих регионах России. Ведущий специалист по флоре Владимирской области.
В 2014 году защитил докторскую диссертацию на тему «Пространственная структура флоры Владимирской области».
Свободно владеет английским языком.
В честь А. П. Серёгина назван вид растений Puccinellia sereginii Tzvelev (2011).

## Избранные труды
Автор десятка книг и свыше 100 статей в международных и российских журналах.
- Серёгин А. П. Флора сосудистых растений национального парка Мещёра (Владимирская область) : аннотированный список и карты распространения видов. — М. : НИА-Природа, 2004. — 182 с. — ISBN 5-9562-0021-9.
- Серёгин А. П. Флора Владимирской области : конспект и атлас : сосудистые растения, мохообразные / А. П. Серёгин, при участии Е. А. Боровичева, К. П. Глазуновой, Ю. С. Кокошниковой, А. Н. Сенникова. — Тула : Гриф и К, 2012. — 620 с. — ISBN 978-5-8125-1735-9.
- Серёгин А. П. Новая флора национального парка Мещёра (Владимирская область) : конспект, атлас, характерные черты, динамика в распространении видов за десять лет (2002—2012). — Тула : АСТРА, 2013. — 296 с. — ISBN 978-5-8125-1856-1.
- Серёгин А. П. Флора Владимирской области : анализ данных сеточного картирования. — М. : Товарищество научных изданий КМК, 2014. — 441 с. — ISBN 978-5-9905832-9-0.